# Степанець Анатолій Вікторович
Степанець Анатолій Вікторович
(29 травня 1957, селище Білий Колодязь, Вовчанський район, Харківська область, УРСР) — український політик, міський голова Вовчанська (2020-2022), колаборант з РФ (з 2022).

## Життєпис
Анатолій Степанець народився 29 травня 1957 року в селі Білий Колодязь, Вовчанський район Харківської області.

## Освіта
1964—1974 роки — навчався у школі в рідному селі.
1974—1978 роки — навчався у Вищому прикордонному командному училищі імені Фелікса Дзержинського.

## Військова служба
З 1974 до 1978 року навчався у Вищому прикордонному командному училищі КДБ СРСР ім. Дзержинського в Алма-Ата. 
З 1978 до 2003 року – служба в прикордонних військах.

## Політична діяльність
Повернувшись зі служби у 2003 році, Анатолій Степанець почав працювати у 
Вовчанській районній державній адміністрації. 
У період з 2006 до 2010 року обіймав посаду радника голови Вовчанської районної ради. 
2010—2015 роки — голова Вовчанської районної ради від Партії регіонів.
2015—2020 роки — депутат Вовчанської районної ради від Блоку Петра Порошенка.
2020—2022 роки — міський голова Волчанська від партії «ОПЗЖ».

## Антиукраїнська діяльність
З початком повномасштабного вторгнення 24 лютого 2022 року був проукраїнсько налаштованим. 4 березня 2022 року відмовився роздавати «гуманітарку» від російських військових, за що 5 березня 2022 року був взятий під варту, де через тортури змінив свою позицію і 3 червня 2022 року підтримав створення на окупованій росіянами частині Харківської області «тимчасову військово-цивільну адміністрацію регіону».
Нині Степанець переховується від кримінальної відповідальності у Бєлгородській області.